# Vossloh
Die Vossloh Aktiengesellschaft ist ein weltweit führender deutscher Anbieter im Bereich der Bahntechnik. Das Unternehmen mit Sitz im sauerländischen Werdohl bietet Schienenbefestigungssysteme, Betonschwellen, Weichensysteme sowie Dienstleistungen rund um Schienen und Weichen an.

## Geschichte

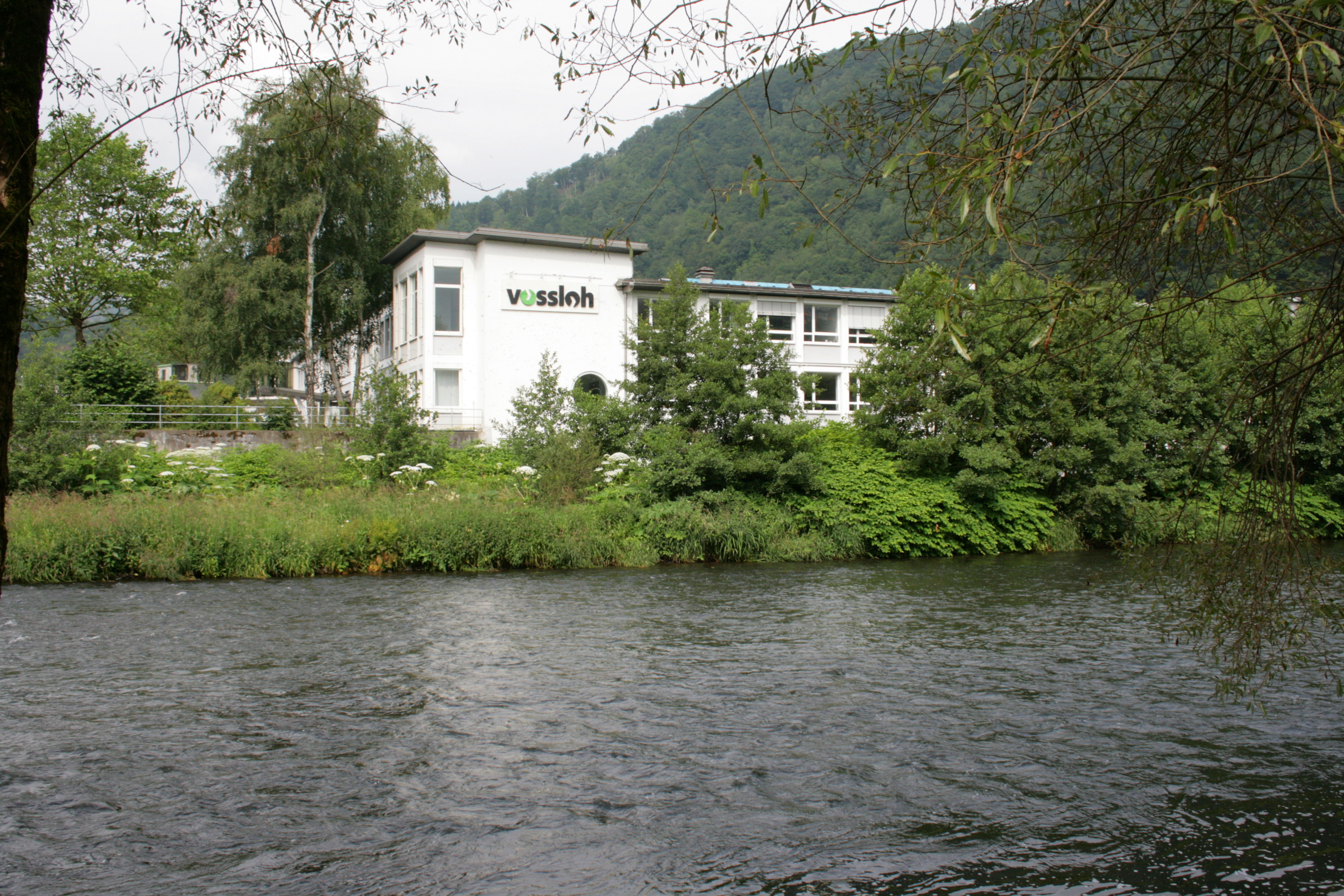
Vossloh AG, Werdohl

### Gründung bis zu den 1930er Jahren
Namensgeber des Konzerns ist Eduard Vossloh, der am 29. November 1848 im westfälischen Werdohl geboren wurde. Er erlernte das Handwerk des Schmieds und erhielt 1883 den ersten Auftrag der Königlich Preußischen Eisenbahn zur Federringherstellung für die Schienenbefestigung. Am 11. Juli 1888 wurde die Firma Eduard Vossloh aus Werdohl in das Firmenregister beim Amtsgericht Altena eingetragen. Die Schmiede wurde erweitert und neben Federringen auch andere Eisenwaren und Gardinenstangen in die Produktion genommen. 1899 starb der Firmengründer Eduard Vossloh und das Unternehmen ging testamentarisch und unter Fortführung als Offene Handelsgesellschaft auf die fünf Kinder des Gründers über, wovon die Söhne Eduard jr. und Wilhelm vorerst den Betrieb leiteten. 1909 erfolgte die Umwandlung in eine Kommanditgesellschaft; Tochter Hermine wurde Kommanditistin. Noch heute ist Werdohl Sitz der Vossloh AG sowie der Vossloh Fastening Systems GmbH (Geschäftsbereich Core Components).
Zu Beginn des Ersten Weltkrieges hatte die Vossloh KG bereits 250 Beschäftigte. 1919 wandte sich das Unternehmen von der Schmiedetätigkeit ab und stellte stattdessen Drähte und Rohre her, dazu wurde ein Walzwerk erbaut. In den 1920er Jahren wurden mehrere Produktsparten als Einzelgesellschaften aus dem Unternehmen ausgegliedert und fungierten fortan als Vertriebsgesellschaften – so bspw. die Dekorationswarengesellschaft Appel & Pfannschmidt in Kassel, die Hansa Metallwarengesellschaft Thiessen & Hager in Hamburg, die Metag in Köln, u. a. auch in Holland und Spanien. Die Produktpalette umfasste zu diesem Zeitpunkt Dekorationswaren sowie Fassungen für Edison-Glühlampen. 1927 gelang dem Ingenieur Karl Vossloh die Patentierung des „hochspannenden Federrings“.

### Die 1930er Jahre, der Zweite Weltkrieg und die Nachkriegszeit
1930 wurde das Unternehmen zentralisiert, die Vossloh-Werke GmbH entstand. Doch behielten die Handelsgesellschaften als Tochterunternehmen ihre Eigenständigkeit. 1937 expandierte das Unternehmen in großem Maße in Lüdenscheid. Im Zuge des Zweiten Weltkriegs wurden 1945 zahlreiche Büroräume und Lager im Werk Werdohl zerstört; die Produktion kam zum Erliegen. Durch den Verlust der deutschen Ostgebiete wurden mehrere Unternehmensstätten z. B. in Breslau und Königsberg abgetrennt und gehörten fortan nicht mehr zum Unternehmen.
Im Jahr 1946 gab die Militärregierung ihr Einverständnis zur Wiederaufnahme der Produktion. Das Vossloh-Werk in Lüdenscheid produzierte als einziger Hersteller in Europa Fassungen für Leuchtstoffröhren. Leuchtstoffröhren und Schienenbefestigungen zählten zu den lukrativsten Firmensegmenten jener Zeit. Vossloh erweiterte seine Belegschaft damals auf 500 Mitarbeiter. 1958 wurde Hans Vossloh Geschäftsführer der GmbH.

### Die 1960er Jahre: Entwicklung der Spannklemme

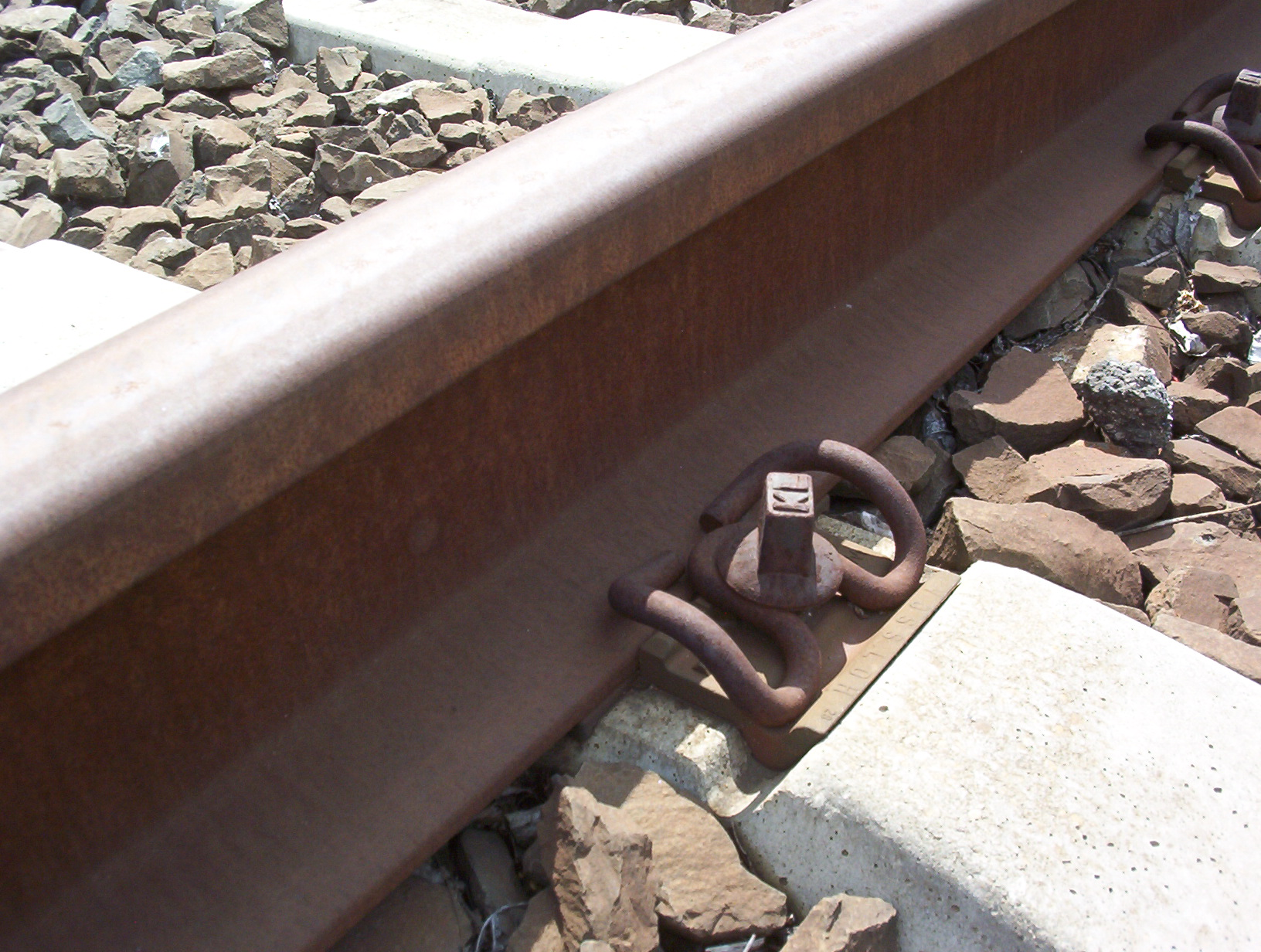
Schiene, mit Spannklemme auf der Schwelle gehalten

Im August 1962 wurde die erste ausländische Produktionsstätte Vossloh S.p.A., Sarsina, eröffnet. Zu Beginn der 1960er Jahre waren bei den Vossloh-Werken 1300 Mitarbeiter beschäftigt, weitere 500 arbeiteten in angeschlossenen Unternehmen. In Lüdenscheid entstand ein neues Werk für Kunststoffverarbeitung.
Ein entscheidender Wendepunkt war das Jahr 1967. Hermann Meier entwickelte die elastische Epsilonspannklemme zur Schienenbefestigung. Vossloh erhielt die Lizenz zur Fertigung; im gleichen Jahr noch begann die Produktion. Im Folgejahr baute die Bundesbahn die erste Versuchsstrecke mit den neuen Schienenbefestigungen. Diese Art der Schienenbefestigung ist heute eine weltweite Referenz für alle Anwendungen im Bahnbetrieb.

### Die 1980er und 1990er Jahre: Expansion und Börsengang
Die internationale Expansion schritt voran: 1982 wurde in Singapur eine Vertriebsgesellschaft für den Bereich Lampenfassungen gegründet. Weitere Auslandsexpansionen erfolgten; so erwarb Vossloh unter seinem Geschäftsführer Hans Vossloh nach langen Verhandlungen die Schwabe GmbH, Urbach, mit Beteiligungen in Frankreich und Spanien. Im Zuge dessen entstand die erste Vossloh-Niederlassung für Leuchtindustrie in den Vereinigten Staaten: die Vossloh Inc., Pittsburgh.
1989 fiel die Entscheidung, die Vossloh-Werke GmbH in eine Aktiengesellschaft umzuwandeln. Die Unternehmensgruppe wurde durch die Ausgliederung des operativen Geschäftes aus der Aktiengesellschaft neu strukturiert. Die Aktiengesellschaft übernahm die Funktion einer Finanz- und Managementholding als Obergesellschaft der drei Sparten Vossloh-Werke GmbH, Werdohl (Eisenbahnoberbau und Federringe), Vossloh-Schwabe GmbH, Urbach (Vorschaltgeräte, Lampenfassungen, Leuchtenbauteile) und Hansa Metallwarengesellschaft mbH Thiessen & Hager (Dekolinie und Sonnenschutzprodukte).
Der heutige, börsennotierte Konzern entstand im Jahr 1990. Die Vossloh AG ging am 13. Juni 1990 zum Ausgabepreis von 420 DM an die Börse; das Grundkapital von 25 Millionen DM wurde eingeteilt in 500.000 Aktien. Seit 2011 ist Heinz Hermann Thiele bzw. seine Familienstiftung größter Aktionär der Vossloh AG. Die Vossloh-Familiengemeinschaft hatte sich 2013 weitgehend von ihrem Aktienpaket getrennt.
In den 1990er Jahren expandierte das Unternehmen erneut, so entstand ein Standort in Thailand, (Vossloh-Schwabe Thailand Ltd.) sowie Tochtergesellschaften in Rumänien, Indien und Tunesien. Die Vossloh AG kaufte 1995 mit der W. Hegenscheidt GmbH und der Hoesch Maschinenfabrik Deutschland GmbH zwei Unternehmen für die Produktion von Spezialmaschinen für die Radsatzbearbeitung von Schienenfahrzeugen. Im Jahr 1997 wurde die Aktie der Vossloh AG in den MDAX aufgenommen, dort blieb sie bis März 2013, anschließend notierte sie bis zum 24. Juni 2019 im SDAX. Im Folgejahr übernahm die Vossloh System-Technik GmbH MAN Systemelektronik in Karlsfeld und erweiterte somit die Produktpalette um Fahrgastinformationssysteme. Gemeinsam mit der VOEST-Alpine Stahl AG (VA Stahl) erstand Vossloh die Mehrheit der Aktien der österreichischen VAE, Weltmarktführer für Eisenbahnweichen. Im gleichen Jahr erwarb das Unternehmen außerdem die Siemens Schienenfahrzeugtechnik (SFT) in Kiel; hier wurden bis zur Veräußerung dieses Unternehmensteils im August 2019 von der Firmentochter Vossloh Locomotives im vormaligen MaK (Maschinenbau Kiel)-Werk Diesellokomotiven mit dieselhydraulischem und dieselelektrischem Antrieb gebaut.

### Vossloh nach der Jahrtausendwende
Im Jahr 2000 schloss Vossloh eine Allianz mit der britischen Angel Trains Limited und gründet die Locomotion Capital Ltd. (zehn Prozent Beteiligung) mit Sitz in London und die Locomotion Service GmbH (90 Prozent Beteiligung) mit Sitz in Kiel. 2002 verkaufte das Unternehmen seine Lichttechnik-Sparte Vossloh-Schwabe an den japanischen Panasonic-Konzern und trennte sich für einen Kaufpreis von 140,5 Mio. Euro von seinem rund 45,3-prozentigen Anteil am österreichischen Weichenbauer VAE AG. Im gleichen Jahr erwarb es den französischen Weichenbauer Cogifer und kann sich somit zusätzlich als Systemanbieter und Dienstleister für die Schieneninfrastruktur positionieren. Am elsässischen Standort in Reichshoffen, an dem 1904 die Société de Construction et d’Embranchements Industriels (SEI) zur Herstellung von Bahnweichen gegründet wurde, befindet sich noch heute eines der wichtigsten französischen Weichenwerke sowie das Technologiezentrum von Vossloh Cogifer.
Zudem schloss die Vossloh AG 2002 einen Kaufvertrag über den Erwerb der Kiepe-Elektrik-Gruppe, Düsseldorf, sowie über Skamo, den polnischen Marktführer für Schienenbefestigungsmittel, ab. Mittels dieser Akquisitionen konnte Vossloh sein Produkt- und Leistungsspektrum in der Verkehrstechnologie gezielt erweitern. 2004 erwarb das Unternehmen das Diesellokomotiven-Werk von Alstom in Valencia, Spanien; hier werden fortan dieselelektrische Lokomotiven gebaut. Die Werke in Kiel und Valencia stellen eigenständige Unternehmen dar. Vossloh baute sich in den Folgejahren durch Gründung von Tochtergesellschaften und Akquisitionen weitere Standbeine unter anderen in der Türkei, Australien, Indien und dem nordamerikanischen Markt auf. Im Rahmen der strategischen Neuausrichtung hin zu einem Verkehrstechnologie-Konzern wurde die Firmentochter Vossloh Information Technologies GmbH 2007 an die Funkwerk AG veräußert.
Anfang 2010 kaufte Vossloh drei Unternehmen aus den Bereichen Gleisbau und Instandhaltung (die im Bereich Schienendienstleistungen tätigen Gesellschaften der Stahlberg-Roensch-Gruppe, die LOG Logistikgesellschaft Gleisbau mbH und die ISB Instandhaltungssysteme Bahn GmbH der Contrack-Gruppe) und gründete ein neues Geschäftsfeld „Vossloh Rail Services“. (heute Geschäftsbereich Lifecycle Solutions). Der Zukauf umfasste sieben deutsche Standorte, die vor allem auf komplexe Lösungen für die Logistik und das Verschweißen sowie die präventive Pflege von Schienen spezialisiert sind.
Der Konzern beschloss die Fokussierung auf Bahninfrastruktur. Daher gehört der Geschäftsbereich Transportation seit Ende 2014 nicht mehr zum Kerngeschäft des Vossloh-Konzerns. Im November 2015 wurde der Verkauf der spanischen Tochtergesellschaft Vossloh Rail Vehicles, ehemals Macosa bzw. bis 2005 Alstom, mit Hauptsitz in Valencia, an die schweizerische Stadler Rail bekanntgegeben. Nach Unterzeichnung des Veräußerungsvertrages im Dezember 2016 wurde Ende Januar 2017 der Verkauf des Geschäftsfelds Electrical Systems an die Knorr-Bremse AG vollzogen.
Jüngste Vossloh-Aktivität ist Vossloh Tie Technologies (Geschäftsbereich Core Components). Der Vertrag über den Erwerb von Rocla Concrete Tie, Inc., mit Hauptsitz in Lakewood, Colorado, wurde am 5. Dezember 2016 mit dem bisherigen Eigentümer Altus Capital Partners II unterzeichnet. Anfang 2017 wurde die Akquisition von Rocla vollzogen. Seit 1986 beliefert das nordamerikanische Unternehmen vor allem Kunden im Fokusmarkt USA mit Betonschwellen.
Nachdem 2015 bereits der spanische Teil des Schienenfahrzeugbaus verkauft worden war und schon seit mindestens Anfang 2018 entsprechende Verkaufsverhandlungen mit dem späteren Käufer stattfanden veräußerte Vossloh im August 2019 auch den letzten verbliebenen Teil des Unternehmensbereichs Transportation, die ehemals von Siemens erworbene Produktion von dieselhydraulischen Lokomotiven, insbesondere für den Einsatz als Rangierfahrzeuge, am Standort Kiel, an den chinesischen Bahntechnikkonzern China Railway Rolling Stock Corporation (CRRC), Peking/China.

## Unternehmensstruktur
Der Vossloh-Konzern setzt sich aus drei Geschäftsbereichen zusammen: Das Kerngeschäft Bahninfrastruktur bedienen die drei Geschäftsbereiche Core Components, Customized Modules und Lifecycle Solutions. Sie teilen das Vossloh-Angebot für die Infrastruktur in die Kategorien (Serien-)Produkte, Projektgeschäft und Service. Vossloh Locomotives als letztes verbliebenes Geschäftsfeld des vierten Geschäftsbereichs Transportation wurde im August 2019 an den chinesischen Schienenfahrzeughersteller CRRC veräußert. Dieses deutsche Tochterunternehmen von CRRC tritt seit 2022 unter dem Namen Vossloh Rolling Stock auf.

### Core Components
Zum Geschäftsbereich Core Components gehören die Geschäftsfelder Vossloh Fastening Systems und Vossloh Tie Technologies. Beide fertigen Produkte wie Schienenbefestigungssysteme und Betonschwellen, die in hoher Stückzahl für Projekte in der Bahninfrastruktur benötigt werden.
Vossloh Fastening Systems, mit Hauptsitz in Werdohl und weiteren Produktionsstätten in Polen, in den USA, in China und in Russland, bietet seit über 120 Jahren Schienenbefestigungssystemen an. Die elastischen Systeme, verschraubt und wartungsfrei, eignen sich für alle Belastungsprofile und Anwendungen: Schottergleis, Feste Fahrbahn, Haupt- und Regelstrecke, Hochgeschwindigkeit, Schwerlastverkehr sowie den Schienennahverkehr. Die Produkte sind in über 65 Ländern im Einsatz. Etwa 50 Millionen Spannklemmen verlassen pro Jahr die Vossloh-Produktionsstandorte.
Das Geschäftsfeld Vossloh Tie Technologies (mit der Führungsgesellschaft Rocla Concrete Tie, Inc.) ist für Nordamerika der führende Hersteller von Beton-Streckenschwellen. Darüber hinaus werden
- vorgespannte Weichenschwellen,
- Betonelemente für die Feste Fahrbahn und Bahnübergangssysteme sowie
- LVT-Lösungen für einen effizienten Vibrationsschutz

in sechs eigenen Werken in den USA sowie in Produktionsstätten in Mexiko und Kanada produziert.

### Customized Modules
Im Geschäftsbereich Customized Modules sind alle Leistungen des Konzerns rund um die Herstellung, den Einbau und die Wartung individualisierter Infrastrukturmodule gebündelt. Zu dem Geschäftsbereich gehört das Geschäftsfeld Switch Systems (Vossloh Cogifer).
Vossloh Cogifer ist einer der Weltmarktführer für die Herstellung und den weltweiten Vertrieb von Weichen und deren Wartung. Seit mehr als einem Jahrhundert stattet Vossloh Cogifer Schienennetze mit kompletten Weichensystemen und den dazugehörigen Komponenten aus. Zu diesen zählen
- Signaltechnik,
- Weichenbetätigungs- und Verschlussvorrichtungen sowie
- Gleisüberwachungssystemen,
- Mangan-Herzstücke und
- speziell geschmiedete Weichenzungen.

Das Anwendungsspektrum reicht von Standard-, Hochgeschwindigkeits- und Spezial-(Schwerlast-)Weichen nach allen internationalen Normen bis hin zu urbanen Lösungen. Das Geschäftsfeld, mit Hauptsitz in Rueil-Malmaison, Frankreich, entstand 2002 durch den Erwerb der französischen Cogifer-Gruppe durch Vossloh. Zu Vossloh Cogifer zählen weltweit über 30 Produktionsstandorte in etwa 22 Ländern, darunter Frankreich, Schweden, Australien, Luxemburg, Polen und Großbritannien.

### Lifecycle Solutions
Der Geschäftsbereich Lifecycle Solutions konzentriert sich mit dem Geschäftsfeld Rail Services auf spezialisierte Dienstleistungen rund um die Instandhaltung von Schienen und Weichen. Hierunter fallen Schweißungen und die Logistik von Langschienen sowie kompletten Weichenmodulen, die Instandhaltung und präventive Pflege von Schienen und Weichen oder die Aufarbeitung und Rückführung von Altschienen. Die Leistungen reichen bis zum Lebenszyklus-Management ganzer Streckenabschnitte.
Die Tochtergesellschaft formierte sich 2010 mit dem Erwerb von Stahlberg Roensch, Seevetal, der LOG Logistikgesellschaft Gleisbau mbH und der ISB Instandhaltungssysteme Bahn GmbH der Contrack-Gruppe, Hannover. Die Dienstleistungen des Geschäftsbereichs Lifecycle Solutions komplementieren das Produktangebot von Core Components und Customized Modules.
Neben der Unternehmenszentrale in Hamburg-Harburg hat das Geschäftsfeld diverse Standorte deutschlandweit und international.
Kunden sind vor allem Schienenhersteller und Schienennetzbetreiber. In Deutschland ist Vossloh Rail Services bereits ein führender Anbieter von Schienendienstleistungen. Mit High Speed Grinding (Hochgeschwindigkeitsschleifen) wurde ein präventives Schleifverfahren entwickelt, das die Schienenlebensdauer signifikant verlängert (minimaler Abtrag, Fehlerbeseitigung im Ansatz) und dabei wirtschaftlicher ist, als konventionelle Verfahren (keine Streckensperrungen dank hoher Arbeitsgeschwindigkeit bis 80 km/h, geringerer künstlicher Verschleiß). Die Kombination aus starrem Schleifbalken und nicht-angetriebenen, schräg zur Fahrtrichtung stehenden Umfangsschleifkörpern sorgt nachweislich für ein facettenfreies, lärmreduziertes Schliffbild. So ist Vossloh auch das erste private Unternehmen, das Instandhaltungsdienstleistungen auf den Hochgeschwindigkeitsstrecken in China erbringt.

### Vossloh Transportation (bis Dezember 2017)

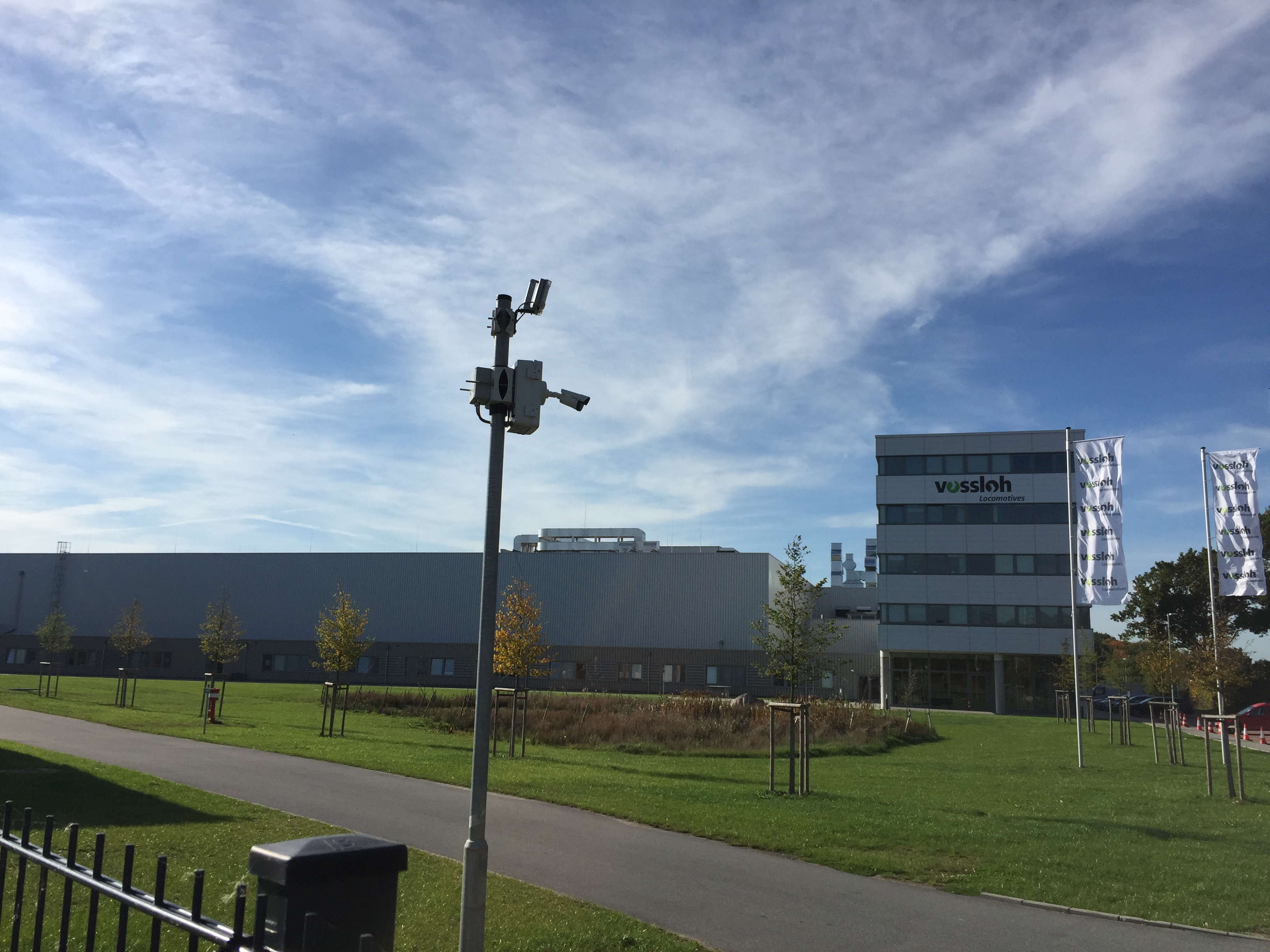
Blick auf das Werk in Kiel-Suchsdorf

Der Geschäftsbereich Transportation bot sowohl Lokomotiven für den Rangier- und Streckendienst als auch alle notwendigen Serviceleistungen rund um die Instandhaltung von Lokomotiven an. Das Geschäftsfeld gehörte ab 1998 zur Vossloh-Gruppe und bestand zwischenzeitlich aus Vossloh Electrical Systems, Vossloh Rail Vehicles und Vossloh Locomotives.
Vossloh Locomotives ist ein Hersteller von Diesellokomotiven für den Rangier- und Streckenbetrieb. Das Unternehmen gehörte ab 1998 bis 2020 zum Geschäftsbereich Transportation der Vossloh AG, seither zur chinesischen CRRC.
2002 erwarb Vossloh das Unternehmen Kiepe Elektrik, woraufhin das Unternehmen 2003 in Vossloh Kiepe umbenannt wurde. Aufgrund der Fokussierung des Vossloh-Konzerns auf die Eisenbahninfrastruktur erfolgte im Dezember 2016 der Verkauf von Kiepe an den Münchner Konzern Knorr-Bremse.
2005 kaufte Vossloh das Lokomotiven-Werk in Albuixech (Valencia, Spanien) vom französischen Konzern Alstom. Das Unternehmen wurde in Vossloh España als zentraler Gesellschaft im Geschäftsfeld Rail Vehicles umbenannt. Im Januar 2016 wurde der Verkauf an Stadler Rail vollzogen.
Damit war Vossloh Locomotives das letzte Unternehmen im Geschäftsbereich Transportation, welcher zum 31. Dezember 2017 aufgelöst wurde. Vossloh Locomotives blieb bis Mai 2020 in der Vossloh-Gruppe.

### Vossloh Locomotives
Der Hauptsitz von Vossloh Locomotives war in Kiel. Servicestandorte befanden sich in Deutschland, Frankreich und Italien. Zum europaweiten Servicenetzwerk gehörten auch Partnerwerkstätten und Kooperationen wie z. B. in Schweden. Mit einer Gesamtinvestition von rund 40 Millionen Euro entstand 2017 in Kiel-Suchsdorf auf 18.000 Quadratmetern eine neue Produktionsstätte.
Am Standort in Kiel-Suchsdorf entwickelte und produzierte Vossloh Locomotives dieselelektrische und dieselhydraulische Mittelführerhaus-Lokomotiven, die mit umweltgerechten Technologien ausgestattet und in vielen Ländern Europas für einen flexiblen grenzüberschreitenden Betrieb zugelassen sind. Zum Standardportfolio gehörten 2020 drei dieselhydraulischen (G 6, G 12, G 18) Modelle und zwei dieselelektrische Modelle (DE 12, DE 18). Die stark nachgefragte dreiachsige Rangierlokomotive G 6 war das erste Modell der modularen Lokfamilie. 2016 erzielte Vossloh Locomotives ein Rekordhoch bei den Auftragseingängen: Ausschlaggebend war der gewonnene Großauftrag in Frankreich über die Lieferung von 44 dieselelektrischen Lokomotiven vom Typ DE 18.
Die aus der Maschinenbau Kiel hervorgegangene Lokomotivfertigung gehörte ab 1998 zu Vossloh. Im August 2019 wurde der Verkauf von Vossloh Locomotives an den chinesischen Schienenfahrzeughersteller CRRC bekannt. Nachdem das Bundeskartellamt die Übernahme genehmigt hatte, wurde der Verkauf zum 31. Mai 2020 vollzogen.
Seit August 2022 firmiert das Unternehmen unter Vossloh Rolling Stock.

## Geschäftstätigkeit
Das Bahntechnik-Unternehmen Vossloh fokussiert sich auf Produkte und Dienstleistungen für die Bahninfrastruktur. Das Kerngeschäft des Unternehmens wird von drei Geschäftsbereichen – Core Components, Customized Modules und Lifecycle Solutions – erbracht.
Kunden sind in der Regel öffentliche und private Bahngesellschaften, Netzbetreiber sowie regionale und kommunale Verkehrsbetriebe.
Aktuell hat Vossloh noch drei Geschäftsbereiche. Der vierte Geschäftsbereich Transportation wurde im August 2019 an den chinesischen Schienenfahrzeughersteller CRRC veräußert. Er umfasste die Entwicklung und Fertigung von Diesellokomotiven und bot alle notwendigen Serviceleistungen rund um die Instandhaltung von Lokomotiven an.
Die einzelnen Unternehmen werden zentral durch die Vossloh AG als Holding koordiniert und treten gemeinschaftlich unter der Marke Vossloh auf. Wichtige europäische Produktionsstandorte Vosslohs liegen in Deutschland, Frankreich, Luxemburg, Polen als auch in Skandinavien. Darüber hinaus hat der Konzern Tochtergesellschaften in Asien, in Amerika, in Australien sowie in Russland. Vossloh ist seit 2007 mit einer Produktionsstätte im chinesischen Kunshan vertreten.
Auswahl an aktuellen Aufträgen und bedeutenden Entwicklungen
- Weniger Schienenlärm in Chinas Metropolen:[34] Das Befestigungssystem 336 Duo ist bereits auf mehreren Metrostrecken Chinas im Einsatz, u. a. in den Weichen der Pekinger Linie 7 und auf kritischen Abschnitten der Linie 2 der U-Bahn Suzhou. Speziell für den urbanen Transport in China entwickelt, ist es kompatibel mit lokalen Gleislösungen und hat gute Dämpfungseigenschaften. Der Vibrationspegel an der Tunnelwand konnte nach dem Wechseln der Befestigungssysteme um −5,65 dB(A) gesenkt werden. Auf einer 7,7 km langen Teilstrecke der Guangzhou Metro wurde durch Schienenschleifen der Geräuschpegel um 4 dB(A) reduziert.
- Der Geschäftsbereich Core Components konnte 2016 Aufträge in China, Italien und Saudi-Arabien gewinnen.[35][36] Die Hochgeschwindigkeits-Befestigungssysteme im Wert von rund 50 Mio. Euro werden in zwei Tranchen 2017 ausgeliefert: Zum einen wird die Strecke von Qingdao City nach Ji Nan City, ein Teilstück der rund 700 km langen Verbindung von Qingdao an der Ostküste nach Taiyuan, südwestlich von Peking ausgerüstet. Auf der Strecke sind Fahrgeschwindigkeiten von bis zu 250 km/h geplant. Des Weiteren wird in Ji Nan die Trasse an die Nord-Süd-Verbindung von Peking nach Shanghai angeschlossen.
- Am 2. Juli 2017 wurde die 302 km lange Hochgeschwindigkeitsstrecke zwischen Tours und Bordeaux in Betrieb genommen. Sie ist für Betriebsgeschwindigkeiten von bis zu 320 km/h ausgelegt. Vossloh erfüllt die Anforderungen höherer Verkehrslasten im Schotteroberbau, der auf Betriebsgeschwindigkeiten von mehr als 300 km/h ausgelegt ist. Daher hatten die französischen Gleisbauer TSO und ETF 2012 mit Vossloh einen Vertrag über komplett ausgerüstete Weichensysteme sowie Schienenbefestigungssysteme abgeschlossen. Seit Oktober 2014 liefert Vossloh Weichen, Kreuzungen, Signalprodukte und Befestigungssysteme.[37][38][39]
- Seit 2013 plant und beschafft der schwedische Schienennetzbetreiber Trafikverket alle Weichenlieferungen zentral. Durch die Weichenlogistik in großem Stil konnten die Gleisbauarbeiten deutlich verkürzt werden.[40]
- Seit dem 3. Oktober 2016 sorgt der HSG-Schleifzug im Gotthard-Basistunnel regelmäßig für eine präventive Schieneninstandhaltung. Seit Unterzeichnung der Rahmenvereinbarung setzen die Schweizerischen Bundesbahnen SBB bei der präventiven Schienenpflege auch auf die High Speed Grinding (HSG)-Technologie. Heute ist das Verfahren auf fast allen Hauptstrecken der DB Netz AG ohne Sperrpausen im Einsatz und fester Bestandteil der präventiven Instandhaltungsstrategie der Deutschen Bahn.[41] In China ist das Verfahren ebenso etabliert und kommt auf diversen „Passenger Dedicated Lines“, Schnellfahrstrecken mit Geschwindigkeiten bis zu 380 km/h, zur Anwendung.[42] Vossloh war 2013 der erste Dienstleister, der Serviceleistungen auf chinesischen Hochgeschwindigkeitsstrecken erbringen durfte. HSG-Einsätze finden zudem in fünf weiteren europäischen bzw. einem asiatischen Land statt.